# Симоса (провинция)
Провинция Симоса (яп. 下総国 кадзуса но куни, «Страна Симоса» или 北総州 хокусосю:, «провинция Северная Фуса») — историческая провинция Японии в регионе Канто на востоке острова Хонсю. Соответствует северной части префектуры Тиба, юго-западной части префектуры Ибараки, восточной части префектуры Сайтама и восточным районам столицы Токио.

## История
Издревле Симоса была частью государства Фуса (яп. 総国), которое в VII веке было разделено яматоскими монархами на две административные единицы — Кадзуса (яп. 上総, «верхняя Фуса») и Симоса (яп. 下総, «нижняя Фуса»). Большинство населения провинции составляли племена эмиси, которые постепенно были ассимилированы яматосцами.
После ряда территориальных изменений границы провинции Симоса окончательно закрепились в VIII веке. Её административный центр находился в современном городе Итикава.
Опасность от соседних племён эмиси повлияла на формирование самурайского сословия в провинции Симоса. К середине XII века этими землями владел род Тайра, представители которого даже пытались создать независимое государство в регионе Канто (восстание Тайры-но Масакадо (931—940)).
С конца XII века до середины XV века провинция Симоса была под контролем рода Тиба, боковой ветви рода Тайра. В XVI веке их земли захватил род Го-Ходзё. В период Эдо (1603—1867) провинция Симоса была разделена на несколько владений хан. Самое крупное из них контролировал род Хотта — вассал сёгунов Токугава.
В результате административной реформы в 1873 году земли провинции Симоса были разделены между префектурами Тиба, Ибараки, Сайтама и столицей Токио.

## Уезды провинции Симоса
- Инба (яп. 印旛郡)
- Кайдзё (яп. 海上郡)
- Катори (яп. 香取郡)
- Кацусика (яп. 葛飾郡)
- Окада (яп. 岡田郡)
- Сасима (яп. 猿島郡)
- Сома (яп. 相馬郡)
- Сосаку (яп. 匝瑳郡)
- Тиба (яп. 千葉郡)
- Тоёда (яп. 豊田郡)
- Хабу (яп. 埴生郡)
- Юки (яп. 結城郡)